# Olcnava
Olcnava es un municipio del distrito de Spišská Nová Ves en la región de Košice, Eslovaquia, con una población estimada a final del año 2024 de 1015 habitantes.
Se encuentra ubicado al noroeste de la región, en la sierra del Alto Tatra y la cuenca hidrográfica del río Hernád, y cerca de la frontera con la región de Prešov.

## Demografía
| Año        | 1994 | 2004    | 2014    | 2024    |
| ---------- | ---- | ------- | ------- | ------- |
| Población  | 900  | 969     | 1044    | 1015    |
| Diferencia |      | +7,66 % | +7,73 % | −2,77 % |

| Año        | 2023 | 2024    |
| ---------- | ---- | ------- |
| Población  | 1018 | 1015    |
| Diferencia |      | −0,29 % |